# 5 jours pour survivre
5 jours pour survivre (5ive Days to Midnight) est une mini-série américaine en cinq parties de 42 minutes réalisée par Michael Watkins et diffusé du 7 au 10 juin 2004 sur Sci Fi Channel.

## Synopsis
Depuis la mort de sa femme, J.T. Neumeyer élève seul leur fille. À l'anniversaire de celle-ci, il se rend comme chaque année sur la tombe de son épouse et trouve à proximité une étrange mallette. Neumeyer l'ouvre et découvre à l'intérieur un coupure de presse annonçant son meurtre d'une balle dans la tête cinq jours plus tard. D'abord incrédule, il réalise cependant vite que la mallette et son contenu viennent de l'avenir. Parviendra-t-il à changer le sien ?

## Fiche technique
- Titre original : 5ive Days to Midnight
- Réalisation : Michael Watkins
- Scénario : Robert Zappia, David Aaron Cohen et Anthony Peckham
- Photographie : Joel Ransom
- Musique : John Nordstrom
- Société de production : Lionsgate Television
- Durée : 210 minutes (5 × 42 minutes)
- Pays : États-Unis

## Distribution
- Timothy Hutton : J.T. Neumeyer
- Randy Quaid : Irwin Sikorski
- Kari Matchett : Claudia Whitney
- Hamish Linklater : Carl Axelrod
- Angus Macfadyen : Roy Bremmer
- Gage Golightly : Jesse Neumeyer
- Nicole de Boer : Chantal Hume
- David McIlwraith (en) : Brad Hume
- Giancarlo Esposito : Tim Sanders
- Lisa Ann Beley (en) : Amy

## Épisodes
Chaque épisode couvre une journée.

## Audiences
La mini-série n'a attiré en moyenne que 1,69 million de téléspectateurs, soit 1,6 million pour les deux premiers épisodes, 1,53 million pour le troisième, 2 millions pour le quatrième et 1,63 million pour le dernier.